# Gretchen Corbett
Gretchen Corbett, née le 13 août 1945 à Camp Sherman, dans l'Oregon, aux (États-Unis), est une actrice américaine.

## Biographie
Son père est Henry Ladd Corbett et sa mère est Katherine Minahen (née Coney) Corbett. Elle est une arrière petite-fille du pionnier et sénateur Henry W. Corbett. 
En 1967, elle a étudié l'art dramatique à l'Université Carnegie-Mellon (Pittsburgh ).
En 1968, elle tient l'un de ses premiers rôles télévisés dans la série policière N.Y.P.D. (télésérie) (en) sur la chaîne d'ABC. Dans l'épisode intitulé The Case of the Shady Lady, elle joue une danseuse qui tente de faire passer le suicide de son mari pour un meurtre pour obtenir l'argent de l'assurance.

## Filmographie
Film
| 1969 | Out of It                                    | Barbara                    |                                        |
| 1971 | Let's Scare Jessica to Death                 | The Girl                   |                                        |
| 1974 | The Cay                                      | The Mother                 | Television film                        |
| 1975 | Knuckle                                      | Jenny                      | Television film                        |
| 1976 | Farewell to Manzanar                         | Lois                       | Television film                        |
| 1976 | The Fatal Weakness                           |                            | Television film                        |
| 1976 | The Savage Bees                              | Jeannie Deveraux           | Television film                        |
| 1978 | The Other Side of the Mountain: Part II      | Linda Mae Meyers           |                                        |
| 1978 | Secrets of Three Hungry Wives                | Karen McClure              | Television film                        |
| 1979 | Mandrake                                     | Jennifer Lindsay           | Television film                        |
| 1979 | She's Dressed to Kill                        | Jennifer Gooch             | Television film                        |
| 1980 | High Ice                                     | Liz                        | Television film                        |
| 1980 | PSI Factor                                   | Lt. Sheila Foster          |                                        |
| 1981 | Jaws of Satan                                | Dr Maggie Sheridan         |                                        |
| 1981 | Time Warp                                    | Ellen Devore               | Television film                        |
| 1982 | Million Dollar Infield                       | Carole Frische             | Television                             |
| 1984 | Things Are Looking Up                        | Joanne Braithwaite         | Television                             |
| 1985 | North Beach and Rawhide                      | Rita Aaron                 | Television                             |
| 1991 | Final Verdict                                | Aunt Blanche               | Television                             |
| 1993 | Moment of Truth: Why My Daughter?            | Mrs. Hill                  | Television                             |
| 1995 | Without Evidence                             | Mary                       |                                        |
| 1996 | If the Frame Fits...                         | Beth (Davenport) Van Zandt | Television                             |
| 1996 | The Rockford Files: Friends and Foul Play    | Beth (Davenport) Van Zandt | Television                             |
| 1998 | A Change of Heart                            | Gail Stern                 | Also known as: "A Father for Brittany" |
| 1999 | The Rockford Files: If It Bleeds... It Leads | Beth Davenport             | Television                             |
| 2011 | Motor Away                                   | Paisley                    | Short film                             |
| 2011 | Bucksville                                   | Kathleen French            |                                        |
| 2012 | Evelyn                                       | Evelyn                     | Short film                             |

Television
| 1968      | N.Y.P.D.                                   | Darlene Welby                             | Episode: "Case of the Shady Lady"                   |
| 1973      | Kojak                                      | Jeri                                      | Episode: "Conspiracy of Fear"                       |
| 1974      | Ironside                                   | Gail Portman                              | Episode: "The Taste of Ashes"                       |
| 1974      | Banacek                                    | Vicki Merrick                             | Episode: "Now You See Me, Now You Don't"            |
| 1974      | Columbo                                    | Jessica Conroy                            | Episode: "Exercice fatal"                           |
| 1974      | Gunsmoke                                   | Arlene                                    | Episode: "Town in Chains"                           |
| 1974      | Sierra                                     | Theodora Burke                            | Episode: "The Trek"                                 |
| 1974-1976 | Marcus Welby, M.D.                         | Hedy Moran/Leah Blakely/Jan Allister      | Four episodes                                       |
| 1975      | Hawaii Five-0                              | Glynis                                    | Episode: "Study in Rage"                            |
| 1975      | McMillan & Wife                            | Megan McMillan                            | Episode: "Love, Honor, and Swindle"                 |
| 1975      | Ellery Queen                               | Jenny O'Brien                             | Episode: "The Adventure of Colonel Nivin's Memoirs" |
| 1975      | Barbary Coast                              | Lily Colt                                 | Episode: "Arson and Old Lace"                       |
| 1975      | Matt Helm                                  | Nancy Taylor                              | Episode: "Murder on the Run"                        |
| 1975-1976 | Emergency!                                 | Mara Lynn Smith/Sue Hickman               | Two episodes                                        |
| 1976      | Switch                                     | Beryl                                     | Episode: "Come Die with Me"                         |
| 1976      | Wonder Woman                               | Erica Belgard                             | Episode: "Wonder Woman vs Gargantua"                |
| 1976      | Kingston Confidential                      | Helen Drew                                | Episode: "Welcome to Paradise"                      |
| 1974-1978 | The Rockford Files                         | Beth Davenport                            | Thirty-three episodes                               |
| 1977-1978 | Family                                     | Ellen Rickover                            | Three episodes                                      |
| 1978      | Barnaby Jones                              | Jenny Hastings                            | Episode: "Blind Jeopardy"                           |
| 1978      | W.E.B.                                     |                                           | Episode: "The Great Clowns"                         |
| 1978      | Lucan                                      | Bonnie                                    | Episode: "Thunder God Gold"                         |
| 1981      | The Misadventures of Sheriff Lobo          | Kathleen Dixon, Esq.                      | Episode: "Bang, Bang... You're Dead!"               |
| 1981      | One Day at a Time                          | Sophie                                    | Episode: "Plain Favorite"                           |
| 1982      | Trapper John, M.D.                         | Vivian Langtry                            | Episode: "Victims"                                  |
| 1983      | Cheers                                     | Gretchen Darrow                           | Episode: "Diane's Perfect Date"                     |
| 1983      | Bizarre, bizarre (Tales of the Unexpected) | Martha Parker                             | Episode: "Turn of the Tide"                         |
| 1983      | The Mississippi                            |                                           | Episode: "Peace With Honor"                         |
| 1981-1983 | Magnum, P.I.                               | Holly Hudson/Holly Fox/Christine Richards | Two episodes                                        |
| 1985      | Otherworld                                 | June Sterling                             | Eight episodes                                      |
| 1985      | Simon & Simon                              | Lisa Cambio                               | Episode: "Burden of the Beast"                      |
| 1986      | Murder, She Wrote                          | Lt. A Caruso                              | Episode: "Deadline for Murder"                      |
| 1987      | 21 Jump Street                             | Jan Prentiss                              | Episode: "Higher Education"                         |
| 1989      | A Peaceable Kingdom                        | Dr. Amelia Altman                         | Episode: "Jaguar"                                   |
| 1990      | Rick Hunter                                | Mary Reynolds                             | Episode: "Brotherly Love"                           |
| 1991      | The Trials of Rosie O'Neill                | Madeleine                                 | Episode: "The Reunion"                              |
| 1995      | Dead by Sunset                             | Barbara Welch                             | One episode                                         |
| 2013-2015 | Portlandia                                 | Mary Eunice Oliver                        | Two episodes                                        |